# Razvijene zemlje
Razvijene zemlje općenito je izraz koji se rabi za kategorizaciju tehnički naprednih država koje imaju značajno razvijenu vlastitu industrijsku proizvodnju i gospodarstvo. 
Obično znači visok dohodak po stanovniku i visok ljudski razvojni indeks (HDI). Zemlje s visokim nacionalnim bruto dohotkom često se uklapaju u naziv razvijene zemlje.

## Današnje razvijene zemlje
Danas se smatra 37 države članica Organizacije za gospodarsku suradnju i razvoj industrijskim zemljama: Australija, Belgija, Čile, Danska, Njemačka, Estonija, Finska, Francuska, Grčka, Irska, Island, Izrael, Italija, Japan, Kanada, Kolumbija, Letonija, Litva, Luksemburg, Meksiko, Novi Zeland, Nizozemska, Norveška, Austrija,  Poljska, Portugal, Švedska, Švicarska, Slovačka, Slovenija, Španjolska, Južna Koreja, Češka Republika, Turska, Mađarska, Sjedinjene Američke Države i Velika Britanija. S Rusijom su započeli pristupni pregovori.
Površinski malene europske zemlje Andora, Lihtenštajn, Monako i San Marino imaju posebno važnu ulogu u financijskom sektoru i pripadaju također visoko razvijenim zemljama.